# Serviço Social da Indústria 2015-2016 (pallavolo femminile)
Questa voce raccoglie le informazioni riguardanti il Serviço Social da Indústria nella stagione 2015-2016.

## Organigramma societario
Area direttiva
- Presidente: Paulo Skaf

Area tecnica
- Allenatore: Talmo de Oliveira
- Assistente allenatore: Alexandre Ferrante
- Allenatore ausiliare: Giuliano Ribas

Area sanitaria
- Medico: Sérgio Xavier
- Preparatore atletico: Sergio Mançan
- Fisioterapista: Raphael Planas

## Rosa
| N° | Nome                  | Ruolo | Data di nascita  | Nazionalità sportiva |
| -- | --------------------- | ----- | ---------------- | -------------------- |
| 1  | Fabiana Claudino      | C     | 24 gennaio 1985  | Brasile              |
| 2  | Ellen Braga           | S     | 12 giugno 1991   | Brasile              |
| 3  | Sabrina Floriano      | S     | 23 luglio 1991   | Brasile              |
| 4  | Carolina Leite        | P     | 15 novembre 1992 | Brasile              |
| 5  | Andréia Sforzin       | S/O   | 26 agosto 1983   | Brasile              |
| 7  | Michelle Daldegan     | L     | 5 gennaio 1983   | Brasile              |
| 8  | Jaqueline de Carvalho | S     | 31 dicembre 1983 | Brasile              |
| 9  | Angélica Malinverno   | C     | 5 luglio 1989    | Brasile              |
| 10 | Dayse Figueiredo      | S     | 27 giugno 1984   | Brasile              |
| 11 | Priscila Heldes       | P     | 27 marzo 1992    | Brasile              |
| 14 | Amabile Koestes       | S     | 14 aprile 1995   | Brasile              |
| 17 | Suelen Pinto          | L     | 4 ottobre 1987   | Brasile              |
| 20 | Ana Beatriz Corrêa    | C     | 7 febbraio 1992  | Brasile              |

## Statistiche

### Statistiche delle giocatrici
| Giocatrice     | Superliga Série A | Superliga Série A | Superliga Série A | Superliga Série A | Superliga Série A |
| Giocatrice     | P                 | PT                | AV                | MV                | BV                |
| -------------- | ----------------- | ----------------- | ----------------- | ----------------- | ----------------- |
| E. Braga       | 24                | 247               | 212               | 21                | 14                |
| F. Claudino    | 24                | 295               | 212               | 57                | 26                |
| A.B. Corrêa    | 20                | 170               | 115               | 46                | 9                 |
| M. Daldegan    | 6                 | 0                 | 0                 | 0                 | 0                 |
| J. de Carvalho | 21                | 260               | 230               | 24                | 6                 |
| D. Figueiredo  | 23                | 178               | 148               | 23                | 7                 |
| S. Floriano    | 19                | 35                | 31                | 3                 | 1                 |
| P. Heldes      | 25                | 38                | 15                | 7                 | 16                |
| A. Koestes     | 4                 | 1                 | 1                 | 0                 | 0                 |
| C. Leite       | 22                | 14                | 3                 | 2                 | 9                 |
| A. Malinverno  | 17                | 71                | 47                | 17                | 7                 |
| S. Pinto       | 25                | 0                 | 0                 | 0                 | 0                 |
| A. Sforzin     | 24                | 176               | 134               | 35                | 7                 |

P = presenze; PT = punti totali; AV = attacchi vincenti; MV = muri vincenti; BV = battute vincenti

NB: Non sono disponibili i dati relativi alla Coppa del Brasile.